# Sillago aeolus
El silago trompetero oriental (Sillago aeolus) es una especie de peces de la familia Sillaginidae en el orden de los Perciformes.

## Morfología
Los machos pueden llegar alcanzar los 30 cm de longitud total.

## Distribución geográfica
Se encuentra desde Sudáfrica hasta el Japón, incluyendo Singapur, Tailandia,  China, Hong Kong , Taiwán y Filipinas.